# イルキル信号場
イルキル信号場（ロシア語: разъезд Иркир）は、ロシア連邦サハリン州ティモウスク管区イルキル村にあるロシア鉄道コルサコフ-ノグリキ線の信号場である。

## 歴史
1979年、コルサコフ-ノグリキ線 ティモフスク駅 - ノグリキ駅間開通により設置された信号場である。貨物および旅客扱いは行っていない。